# Ivan Molek
Ivan Molek, slovenski pesnik, pisatelj, prevajalec, urednik  in novinar, * 8. junij 1882, Metlika, † 16. marec 1962, El Cajon, Kalifornija, ZDA.

## Življenjepis
Starši so mu bili Marko in Ana (rojena Vukšinc). Molek se je leta 1900 izselil v Ameriko in bil sprva delavec v raznih železarnah v Pensilvaniji ter rudniku bakra v Calumetu v Michiganu. Od maja 1905 do avgusta 1906 je v Calumetu urejal Glasnik od Gorenjega jezera, 1907 v Chicagu Glas svobode, nato bil do 1912 član uredniškega odbora Proletarca. Medtem je od leta 1909 do 1915 delal tudi kot prevajalec v zdravstvu. Leta 1915 je postal prvi urednik Ameriškega družinskega koledarja. Ko je glasilo SNPJ Prosveta julija 1916 postalo dnevnik, se je zaposlil pri njej kot pomožni glavni urednik. Ker je 1944 nasprotoval napotilu vodstva SNPJ, naj kot urednik Prosvete zavzame bolj pozitiven odnos do NOB v Jugoslaviji, je bil nato večinoma brez redne zaposlitve. Leta 1948 je s somišljeniki ustanovil Odbor za demokratsko akcijo, ki je začel 1949 izdajati mesečnik Svobodna beseda, v katerem je napadal politiko SANS in L. Adamiča, ker pa ni imel dovolj naročnikov je kmalu prenehal izhajati.

## Literarno delo
Molek je v časopisih oziroma revijah: Cankarjev glasnik, Majski glas, Pod lipo, Svoboda in drugih objavljal literarna besedila s politično in socialno tematiko, ter pesmi in preko dvajset dramskih besedil iz življenja naših priseljencev: enodejanke Slepci (1921), Miši (1938), Zidarji tešejo (1943), dvo - oziroma tridejanke Na drugi fronti (1923), Hrbtenica (1926), ki so jih slovenske gledališke skupine v ZDA rade izvajale. 
Molekova proza kaže vplive od poljudne povesti do t. i. ameriškega naturalizma ter preprosto temelji na življenjepisnih prvinah. Od kratkih povesti objavjenih v revijah je v Chicagu 1920 objavil roman Zajedalci, v Ljubljani pa 1933 trilogijo Dva svetova (1933), Veliko mravljišče (1934) in Sesuti stolp (1935).
V več študijah je prikazal zgodovino Slovencev v ZDA. Njegov rokopisni življenjepis Čez hribe in doline, ki je pomemben vir za zgodovino slovenske družbe in izseljeniškega časopisja v ZDA, je priredila in v prevodu Slovene Immigrant History, 1900 - 1950 objavila žena Mary.
Iz angleščine v slovenščino je prevajal poljudne politološke, sociološke in naravoslovne tekste. Prevedel je roman Denar E. Zolaja (1916) in Jimmie Higgins ameriškega pisatelja U. Sinclairja.